# Федерация независимых профсоюзов России
Федера́ция незави́симых профсою́зов Росси́и (ФНПР) — российская общественная организация, объединяющая большинство крупных российских профессиональных союзов. По численности членов (около 20 млн человек на 2016 год) является самым крупным профсоюзным объединением России. Представители ФНПР входят в совещательные структуры при органах государственной власти.
Практическая деятельность ФНПР по защите интересов наемных работников незначительна и имеет тенденцию к снижению: профсоюзные юристы почти не участвуют в судебных трудовых спорах, руководители Федерации и ее структурных подразделений практически никогда не призывают работников к забастовкам или к акциям протеста против нарушения трудовых прав. Уровень доверия к ФНПР среди ее членов низок, что проявляется в постоянном сокращении численности ее членов и в том, что большинство членов профсоюзов Федерации не посещают редкие массовые акции, проводимые ФНПР. Только за 2013—2016 годы число членов ФНПР уменьшилось более чем на 1,3 млн человек.
В политическом отношении ФНПР с 2000 года тесно сотрудничает с «Единой Россией», поддерживает политику этой партии, проводит с ней совместные массовые акции. Заместитель председателя ФНПР Андрей Исаев одновременно является членом «Единой России». С 2011 года руководители ФНПР и входящие в ее состав региональные профсоюзные структуры входят в «Общероссийский народный фронт». За лояльность «Единая Россия» выделяет представителям ФНПР несколько депутатских мест в Государственной думе, включая профсоюзных активистов в свои партийные списки. У Федерации с 2012 года существует своя партия «Союз труда», которая не пользуется популярностью среди избирателей. ФНПР отличается от других («альтернативных») российских профсоюзов тем, что разрешает членство работодателей в своих рядах. От советского ВЦСПС ФНПР унаследовала значительное недвижимое имущество, большую часть которого к началу 2010-х годов Федерация и ее территориальные организации продали. В 2010-е годы ряд членов Генерального совета ФНПР был осужден за особо крупные хищения профсоюзной собственности.

## История
В СССР все профсоюзы были объединены во Всесоюзный центральный совет профессиональных союзов (ВЦСПС), который в свою очередь возник на базе созданного в 1917 году Всероссийского центрального совета профессиональных союзов. Подчинение ВЦСПС советской власти произошло еще до создания СССР — в период Гражданской войны профсоюзные структуры стали помощниками советских органов в изъятии продовольствия. При Наркомате продовольствия (Наркомпроде) РСФСР работало Военно-продовольственное бюро ВЦСПС, которое совместно с ним руководило рабочими продовольственными отрядами. На местах при продовольственных комитетах существовали губернские и уездные рабочие бюро ВЦСПС, которые должны были объединять местные профсоюзные организации, формировать рабочие продотряды и руководить их деятельностью.
23 июня 1933 года Постановлением ЦИК, СНК СССР и ВЦСПС «Об объединении Народного комиссариата труда СССР с ВЦСПС» объединило Наркомтруда с ВЦСПС (в том числе объединялись их органы на местах). Таким образом с 1933 года и вплоть до своего распада ВЦСПС стал уже не профсоюзным объединением, а существующей на членские взносы государственной структурой, обязанной следить за соблюдением трудового законодательства и наделенной властно-распорядительными полномочиями. В ВЦСПС состояло подавляющее большинство работников советских учреждений, а также учащиеся техникумов и студенты вузов. В период перестройки, 23 марта 1990 года состоялся первый учредительный съезд республиканских профсоюзов РСФСР, который провозгласил независимость от Всесоюзного центрального совета профессиональных союзов (ВЦСПС) и отказ от идей марксизма-ленинизма, с созданием «Федерации независимых профсоюзов России» (ФНПР). Председателем ФНПР был избран Игорь Клочков. Второй этап учредительного съезда профсоюзов РСФСР (18—19 сентября 1990 года) утвердил Основные принципы организационного строения и деятельности ФНПР, выработал программу и тактику действий, одобрил Декларацию прав трудящихся и проект закона «О правовых гарантиях профсоюзной деятельности», в порядке законодательной инициативы направил их в Верховный совет РСФСР.
В 1991 году, после распада СССР, ВЦСПС был распущен, его преемником стала ФНПР (связь была закреплена специальным соглашением 1992 года). Таким образом Федерация независимых профсоюзов России унаследовала все имущество ВЦСПС на территории Российской Федерации (2582 объекта). Это имущество было разделено между Федерацией и входящими в ее состав региональными профсоюзными объединениями в следующей пропорции: 21,2 % осталось у ФНПР, а 78,8 % было передано региональным профсоюзным объединениям.

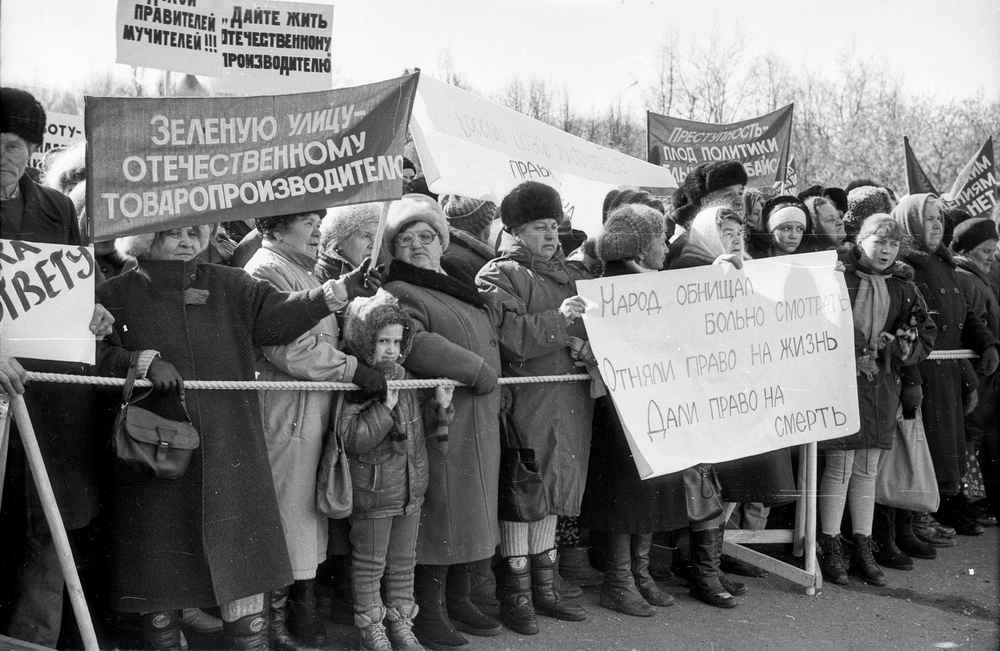
Всероссийская акция протеста профсоюзов «За труд, зарплату и социальные гарантии», 27 марта 1997 года

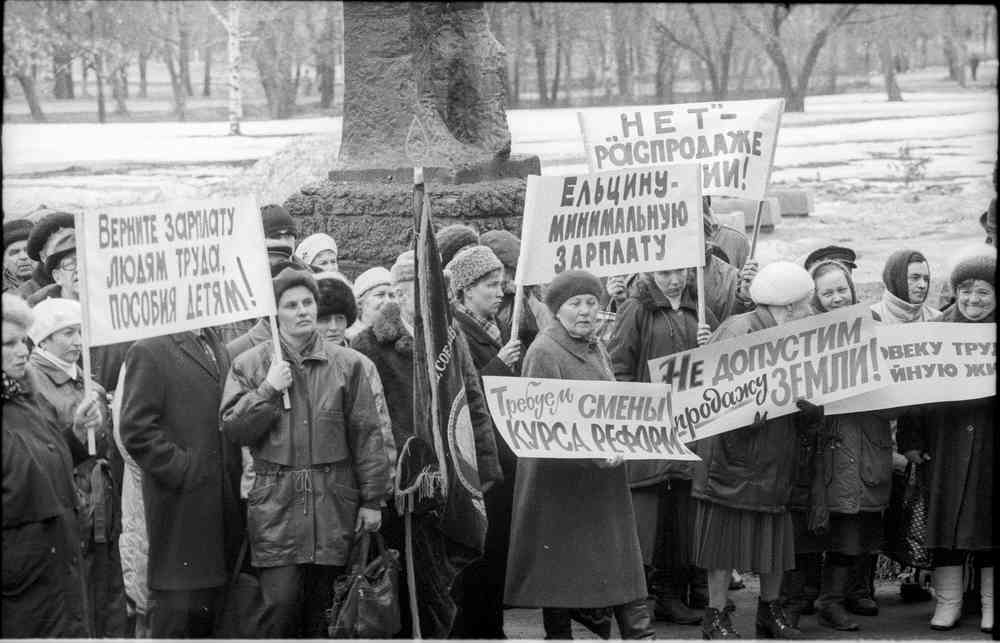
Всероссийская акция протеста профсоюзов «За полную выплату заработной платы», 9 апреля 1998 года

С новой российской властью отношения у ФНПР складывались поначалу неоднозначно. 24 января 1992 года указом президента России Бориса Ельцина была создана Российская трёхсторонняя комиссия по регулированию социально-трудовых отношений. Координатором комиссии был назначен Геннадий Бурбулис, противник ФНПР. В комиссии большинство мест получила ФНПР, но были поначалу также представители «альтернативных» профсоюзов. В комиссии началось противостояние между ФНПР и правительством. Например, руководители ФНПР отказались в марте 1992 года подписывать Генеральное соглашение между профсоюзами, правительством и предпринимателями. В 1993 году новым координатором комиссии стал Владимир Шумейко, который полностью переложил всю профсоюзную сторону переговоров на ФНПР. Это вызвало недовольство «альтернативных» профсоюзов, которые предложили убрать ФНПР из комиссии как организацию, не представляющую интересы трудящихся. Не получив ответа, представители «альтернативных» профсоюзов вышли из комиссии. ФНПР же подписала 29 марта 1993 года Генеральное соглашение с правительством и предпринимателями.
В 1992—1993 годах руководство ФНПР организовало ряд массовых протестных акций против политики российских властей. В 1992 году ФНПР провела две всероссийские протестные акции: «весеннее» и «осеннее» наступления. Обе они кончились безрезультатно. «Осеннее» наступление было назначено на 24 октября 1992 года, которое было объявлено ФНПР Всероссийским днем протеста против социальной политики правительства. Однако 24 октября 1992 года показало, что не все члены ФНПР готовы бороться. Часть профобъединений вместо уличных протестных акций провела обычные собрания в помещениях. Отказались поддержать эту протестную акцию две крупные федерации профсоюзов — Ленинградская и Московская.
Летом 1993 года ФНПР объявила массовые акции протеста против невыполнения Правительством России Генерального тарифного соглашения с ФНПР. В первые десять дней этих акций в них приняли участие около 1,5 млн человек. В отдельных местностях акции были очень мощными. Например, в Приморском крае 10 августа 1992 года прошла всеобщая стачка. Однако к концу сентября 1993 года эти акции практически прекратились.
Во время противостояния в 1993 году президента России Б. Н. Ельцина и Верховного совета РСФСР ФНПР поддержала парламент, призвав рабочих к забастовкам против неконституционных действий Ельцина. В ответ были заморожены счета профсоюзных организаций, а глава ФНПР И. Клочков ушел в отставку, его преемником стал М. В. Шмаков. Внеочередной съезд ФНПР 1993 года отказался от противостояния с российским правительством, опасаясь ликвидации Федерации.
В Конституционном совещании, разработавшем Конституцию России, приняли участие 22 представителя ФНПР.
В 1990—2000-е годы был принят ряд законов и иных нормативно-правовых актов, которые лишили ФНПР некоторых важнейших функций и упростили увольнение профсоюзных активистов. В мае 1994 года постановлением правительства Российской Федерации была создана государственная Рострудинспекция, что означало прекращение профсоюзной технической инспекции. С 1 января 2001 года все счета фонда социального страхования были переведены из принадлежащего ФНПР банка «Солидарность» в федеральное казначейство.
1990-е годы стали временем быстрого сокращения численности членов профсоюзов и профсоюзных аппаратов. Оно началось уже в конце советского периода. Например, за 1990 год численность членов профсоюзов Ульяновской области уменьшилась на 660 тыс. человек. В 1990-е годы обвальное сокращение численности профсоюзов охватило всю Россию. Например, по состоянию на 1 января 1996 года Федерация профсоюзов Свердловской области объединяла 1679301 человек и имела аппарат из 82 сотрудников. В 2000 году в этой Федерации состояли только 1277833 человека, а в аппарате работал 21 сотрудник. Таким образом за 4 года аппарат Федерации сократился почти в 4 раза.
В 2005 году, к столетию появления профсоюзов в России, должен был состоятся внеочередной съезд организации, в ходе которого планировалось внести изменения в устав ФНПР, отменяющие выборность руководителей её региональных отделений в пользу назначения их Генсоветом организации. Однако, данная инициатива встретила активное сопротивление отдельных региональных отделений, так, председатель Краевого совета профсоюзов Алтайского края Владимир Аргучинский, через СМИ анонсировал решение регионального президиума выйти из состава ФНПР всей региональной структурой, в случае принятия соответствующих изменений, которые в результате так и не были приняты. Позже, при поддержке официального представителя Генсовета ФНПР в Сибирском федеральном округе была предпринята попытка смены руководства Крайсовпрофа, которая, однако, также не привела к успеху.
В 2008 году правящая в Российской Федерации партия «Единая Россия» предложила создать профсоюз управленческого и офисного персонала «Вместе». Были созданы при поддержке партии правовые центры на местах, которые оказывали помощь работникам, но М. Шмакову удалось убедить российские власти, что новая организация может стать внесистемной и проект был переведен в «Соцпроф», где фактически прекратил существование. Таким образом, попытка ослабить ФНПР не удалась.
ФНПР стала инвестором строительства заводов по розливу минеральной воды в Ессентуках, Железноводске и Сочи, а также стала учредителем страховой компании «РОСНО», коммерческого банка профсоюзов Москвы и банка «Солидарность».
ФНПР является самым крупным общественным объединением России, в которое входит 120 членских организаций. В различных регионах России (республиках, краях, областях) действуют 80 территориальных объединений организаций профсоюзов, наряду с 40 отраслевыми профсоюзами являющихся членскими организациями ФНПР. 5 общероссийских профсоюзов сотрудничают с ФНПР на основе соглашений.

## Численность

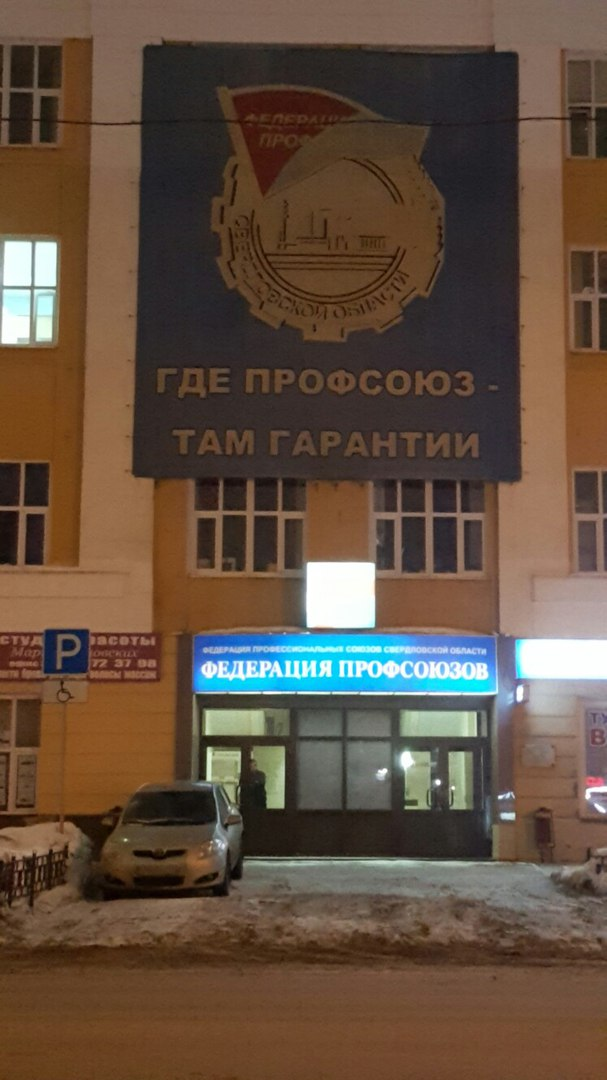
Вход в Федерацию профсоюзов Свердловской области — территориальную организацию ФНПР. Екатеринбург, февраль 2017 года

О численности ФНПР существуют следующие данные:
- 1990 год — около 54 млн членов[26];
- 1996 год — около 45 млн членов (88,5 % лиц, работающих на предприятиях и в учреждениях разных форм собственности)[27];
- 2001 год — 34,8 млн членов профсоюзов[28];
- 2011 год — 25 млн членов (95 % всех работников России, состоящих в профсоюзах) по данным самой ФНПР[29];
- 2013 год — более 22 млн членов профсоюза[30];
- Весна 2016 года — около 20,7 млн человек (из которых 3—4 млн — студенты и пенсионеры, не отчисляющие взносы[4]).

Резкое сокращение численности профсоюзов, входящих в ФНПР, в 2013—2015 годы подтверждается на примере входящей в ФНПР Федерации профсоюзов Республики Башкортостан. На 1 января 2013 года в Федерации профсоюзов Республики Башкортостан было 763,7 тыс. человек и 6255 первичных профсоюзных организаций. По состоянию на 1 января 2015 года данные были другие — в Федерации профсоюзов Республики Башкортостан состояли 641,2 тыс. человек и 5764 первичных организации. Таким образом за 2 года численность членов подразделения ФНПР в Башкирии по данным руководства этой организации сократилась более чем на 15 %.
Независимые эксперты считают, что Федерация независимых профсоюзов России завышает число работников, которые в ней состоят.
По данным Федеральной службы государственной статистики в мае 2015 года численность экономически активного населения в России составила 77 млн человек, из них 72,7 млн были заняты в экономике. Таким образом, в ФНПР состояло в 2015 году от 28,9 % до 38,2 % занятых в экономике, в зависимости от того, на какую именно численность Федерации ориентироваться — указанную на сайте ФНПР или в документах МКП.
На то, что численность ФНПР явно завышена указывают следующие косвенные данные:
- низкий размер собираемых членских взносов. Секретарь ФНПР Александр Шершуков отметил, что если разделить сумму членских взносов, собираемых профсоюзом агропромышленного комплекса (входящим в ФНПР) на заявленное этой организацией количество ее членов, то окажется, что каждый работник этого профсоюза получает зарплату, которая в среднем в три раза ниже минимального размера оплаты труда, установленного федеральным законодательством;
- невысокая численность групп профсоюзных объединениях в социальных сетях.

Причиной завышения численности ФНПР является двойной учет членов профсоюзов, входящих в ФНПР, который ведётся по выданным профсоюзным билетам. Однако часто работники при увольнении не сдают профсоюзные билеты и продолжают числиться членами профсоюза и на «старом», и на «новом» местах работы.
Одной из причин сокращения численности ФНПР является норма статьи 43 Трудового кодекса Российской Федерации о коллективных договорах, которая распространяет действия коллективного договора на всех работников предприятия вне зависимости от того, состоят ли они в профсоюзе, который подписал это соглашение с работодателем или нет. При такой ситуации работнику нет никакой необходимости вступать в профсоюз и уплачивать членские взносы — все равно на него распространится действие коллективного договора.
Согласно данным РБК, ФНПР является одним из крупнейших работодателей, имея 40 000 работников («АвтоВАЗ» к концу 2015 года имел 50 000 сотрудников). Средняя зарплата находилась рядом со средней по стране — 25 тыс. рублей. Численность освобождённых профсоюзных работников (сотрудников профсоюзов, «освобождённых» от работы на предприятии), зарплату которым выплачивает ФНПР, неизвестна. Между тем, оплата их услуг составляет существенную часть бюджета профсоюзов (из 66 млн руб. в бюджете 2015 года Псковской федерации, почти 30 млн ушли на зарплаты и премии более 60 освобождённых работников). Выборных руководителей профсоюзов согласно постановлению исполкома ФНПР от 2011 года было 13,5 тыс..

## Членство работодателей
ФНПР отличается от других (так называемых «свободных») профсоюзов России тем, что членами профсоюзных организаций, входящих в ФНПР, являются как наемные работники, так и работодатели.

## Защита прав наемных работников
На сайте ФНПР указано, что правовые службы ФНПР и её членских организаций постоянно участвуют в судебных заседаниях, разрешающих трудовые споры и конфликты. Ежегодно, при участии профсоюзных юристов, рассматривается 14—15 тысяч подобных дел, при этом в более чем 90 % случаев решения выносятся в пользу работников. Для сравнения — по официальной статистике в 2014 году только в первой инстанции суды России рассмотрели с вынесением решения (судебного приказа) 507 226 трудовых споров. Таким образом, юристы ФНПР участвуют менее, чем в 3 % судебных трудовых спорах. Похожую картину дает анализ выборочно опубликованных судебных решений, которые содержатся в Единой базе данных решений судов общей юрисдикции Российской Федерации. За период с 2010 года по начало апреля 2014 года из опубликованных 104 856 решений по трудовым спорам профсоюзы в том или ином виде упоминаются только в 2 760, что составляет 2,6 % от общего числа. Поэтому некоторые эксперты отмечают, что ФНПР значительно завышает количество судебных трудовых споров, в которых участвуют профсоюзные юристы.
Если учесть, что в начале 2000-х годов за год с участием юристов Федерации было рассмотрено более 21 тыс. судебных трудовых споров, то очевидно, что за 10 лет имела места тенденция к значительному сокращению (примерно в 1,5 раза) участия профсоюзных юристов в судебной защите трудовых прав работников.
Низкая активность ФНПР по защите прав наемных работников подтверждается также контент-анализом новостного сайта ФНПР, проведенным А. Ю. Пряхиным. Он проанализировал материалы, опубликованные на сайте за полгода (с августа 2014 года по февраль 2015 года). Он отметил, что от ФНПР поступало большое количество новостей о возможных сокращениях численности работников в связи с кризисом в российской экономике, но эти сообщения нельзя назвать даже заявлениями, так как в них профсоюзные лидеры лишь уведомляли о проблемах, но не выказывали никаких намерений действовать. Контент-анализ показал, что ФНПР является инертным профсоюзом, основным методом борьбы которого являются заявления и обращения. Значительная часть новостных сообщений на сайте ФНПР за август 2014 года — февраль 2015 года была связана с предприятиями, которые сохранились с советских времен и находятся на грани банкротства.
ФНПР играет существенную роль в деятельности профсоюзной стороны Российской трёхсторонней комиссии по регулированию социально-трудовых отношений: из 30 мест профсоюзной стороны ей принадлежат 24, координатором профсоюзной стороны комиссии избран председатель ФНПР Михаил Шмаков. В рамках работы комиссии регулярно заключаются генеральные соглашения между общероссийскими объединениями профсоюзов, общероссийскими объединениями работодателей и Правительством Российской Федерации.
Кроме того, в 2000—2010-е годы российское законодательство изменилось в пользу ограничения влияния профсоюза на трудовые отношения. Постановление Конституционного суда Российской Федерации от 24 января 2002 года признало неконституционным запрет для работодателя увольнять работника, совершившего дисциплинарный проступок, без согласия профсоюза. В России работодатель обязан лишь учитывать мотивированное согласие профсоюзного органа при увольнении работника, входящего в профсоюз, но вовсе не обязан с ним соглашаться. В июне 2014 года в статью 374 Трудового кодекса РФ внесены поправки, которые упростили увольнение работника, входящего в состав выборного коллегиального профсоюзного органа.
Еще одной функцией профсоюзных юристов ФНПР является правовая помощь наемным работникам. Однако даже крупные территориальные профсоюзные организации (объединения профсоюзов регионов), входящие в ФНПР, в большинстве случаев ее оказать не могут, так как не имеют в своем штате юристов. Заместитель председателя ФНПР Т. Л. Фролова отмечала в 2010 году, что лишь в одной территориальной организации из 7 есть штатный юрист (или правовой инспектор) и только в одной профсоюзной организации из 18 — технический инспектор труда профсоюзов. Конечно, профсоюзная организация вправе нанять юриста для защиты наемного работника. Однако даже в случае, если иск работника будет удовлетворен, согласно российскому законодательству, профсоюзу не будут возмещены расходы на юридическую помощь этому работнику.
7 декабря 2017 года Конституционный суд РФ постановил: компенсационные и стимулирующие выплаты не должны включаться в минимальный размер оплаты труда (МРОТ). Поводом для решения стали жалобы четырёх российских граждан, работающих в Карелии, Алтайском крае и Иркутской области. Они были недовольны системой расчета своих зарплат, при которой «северные» надбавки включаются работодателями в состав МРОТ, а не начисляются дополнительно. О проблеме не раз заявлял Председатель ФНПР Михаил Шмаков, который поднимал этот вопрос на разных уровнях, в том числе на встрече 12 мая 2017 года с Президентом России Владимиром Путиным. Профсоюзы поддержали работников и настояли на проверке конституционности статей, по которым делаются такие расчеты. Заявителей в суде представляли секретарь ФНПР, кандидат юридических наук Николай Гладков и адвокат из Архангельской области Владимир Цвиль. В Федерации профсоюзов расценивают постановление суда как полную победу и подтверждение, что все требования по выплате «чистого МРОТ» справедливы.
С 1 января 2018 года минимальный размер оплаты труда в России увеличился до 9489 рублей, составив 85 % прожиточного минимума. 10 января 2018 года президент России Владимир Путин заявил о том, что уже к 1 мая 2018 года МРОТ будет доведен до прожиточного минимума, тогда как ранее предполагалось уравнять их с 1 января 2019 года. Президент России отметил, что вопрос об ускорении этого процесса поднял на недавней встрече с ним глава ФНПР Михаил Шмаков. С этим требованием российские профсоюзы активно выступали в ходе коллективных акций и на всех уровнях переговоров. Повышение МРОТ коснется примерно 4 млн человек.

## Политическая деятельность

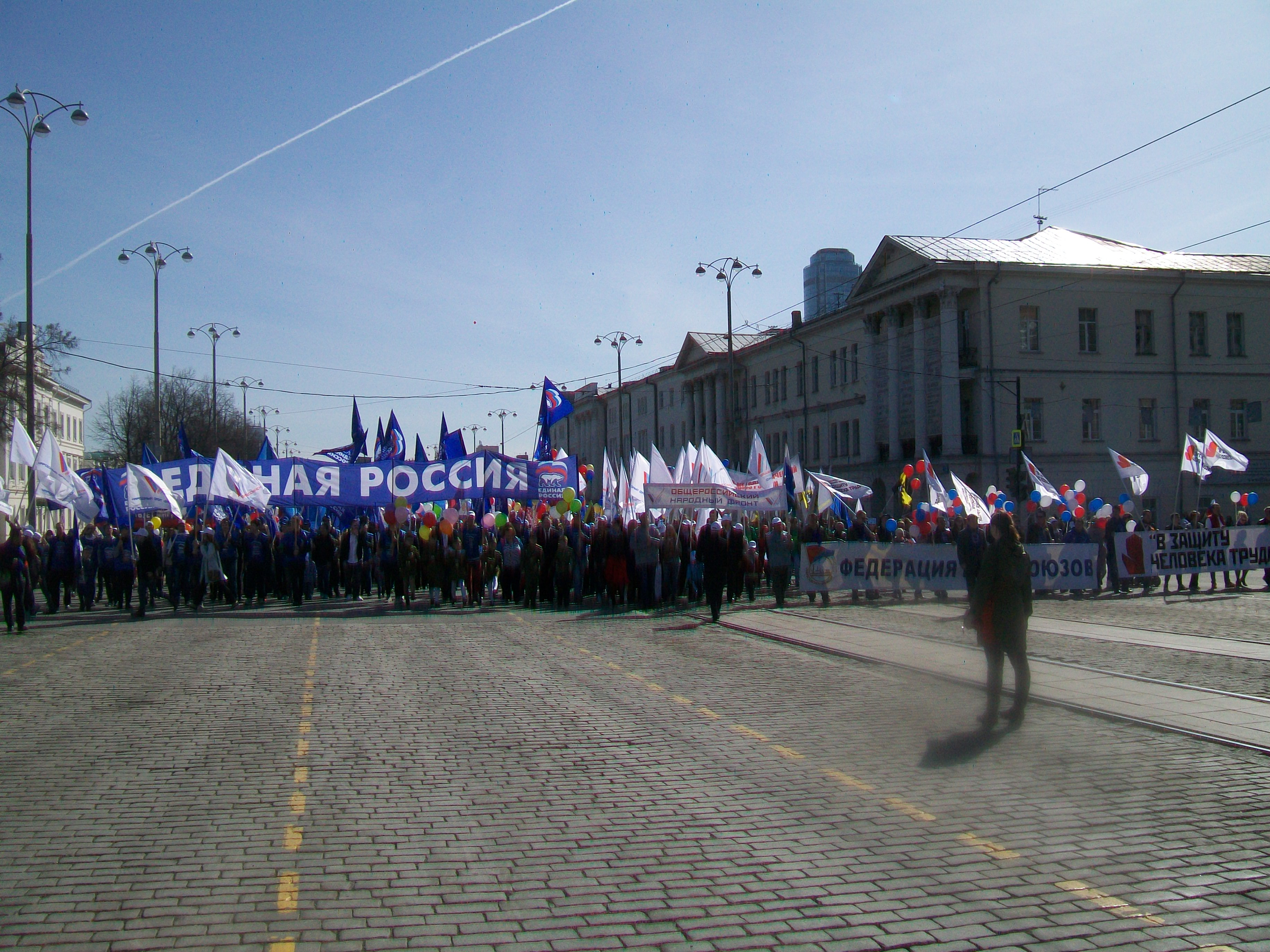
В одной шеренге первомайской профсоюзной колонны идут «Единая Россия», ОНФ, входящая в ФНПР и ОНФ Федерация профсоюзов Свердловской области и Движение «В защиту человека труда» (Екатеринбург, 2017 год)

ФНПР участвует на экспертном уровне в разработке проектов федеральных и региональных законов, касающихся социально-трудовой сферы, соблюдения прав трудящихся и профсоюзов.
В сентябре 1995 года ФНПР заключила соглашение о создании единого избирательного блока с предпринимательской организацией «Российская объединенная промышленная партия». В федеральный список этого блока «Профсоюзы и промышленники России — Союз труда» вошли 12 руководителей ФНПР и партии. Это был союз профсоюзов и работодателей, который потерпел поражение на выборах в Государственную думу 1995 года, набрав лишь 1,59 % голосов На президентских выборах 1996 года этот блок сохранял нейтралитет, не поддерживая ни одного кандидата. В целом выборы 1990-х годов показали, что профсоюзные деятели в России крайне редко становились депутатами. Например, из более чем 1 тыс. членов Съезда народных депутатов РСФСР, избранных в 1990 году, от профсоюзов было только 5 человек. По итогам выборов 1993 года в Государственной думе от профсоюзов было 7 депутатов из 450, распределенных по разным фракциям: 3 в «Яблоко», 3 в КПРФ, 1 в «Регионах России». В избранной в 1999 году Государственной думе ситуация повторилось: было избрано 10 депутатов от профсоюзов, которые были распределены по 5 фракциям и депутатским объединениям (еще один парламентарий был независимым депутатом).
С 1999 года ФНПР поддержала на выборах избирательный блок «Отечество — Вся Россия», в который вошли 6 представителей профсоюзов (в том числе А. К. Исаев). С 2000 года ФНПР сотрудничает с партией «Единая Россия». В 2004 и 2008 годах ФНПР заключила соглашения о сотрудничестве и взаимодействии с «Единой Россией». Согласно этому документу Федерация и фракция договорились регулярно проводить информационный обмен, консультироваться по вопросам защиты социально-экономических прав работников в условиях финансово-экономического кризиса, а также оказывать содействие в проведении переговоров между профсоюзами и работодателями.
Связь между ФНПР и «Единой Россией» выражается также во вступлении части руководства Федерации в эту партию. По состоянию на 2014 год оба первых заместителя председателя ФНПР и один заместитель председателя ФНПР были членами «Единой России».
С мая 2011 года все членские организации ФНПР вошли в состав созданного по инициативе Владимира Путина Общероссийского народного фронта (ОНФ), а глава Федерации Михаил Шмаков стал членом координационного совета этой структуры. На Общенародном праймериз «Единой России» и ОНФ перед выборами в Государственную думу от профсоюзов были делегированы 254 человека, из которых 190 кандидатов вошли в избирательный список «Единой России», однако депутатами стали только 9 представителей ФНПР: они вошли в межфракционную группу «Солидарность».
В январе 2012 года Генеральный совет ФНПР поддержал В. Путина как кандидата на пост президента России. После победы Путина ФНПР выступила на его стороне против акций протеста «белоленточников», организовав митинг в поддержку курса президента и партии «Единая Россия» на Поклонной горе в Москве. Отдельные активисты ФНПР, ставшие депутатами Государственной думы в 2011 году, также выступили против акций протеста «белоленточников». Например, Александр Сидякин, являвшийся с 2009 года до избрания депутатом руководителем Департамента коллективных действий и развития профсоюзного движения ФНПР, публично растоптал белую ленточку.
С 2015 года Федерация систематически принимает участие в акциях движения «Антимайдан».
После либерализации партийного законодательства в мае 2012 года Минюст зарегистрировал заявку оргкомитета ФНПР о создании партии «Союз труда». На региональных выборах 2013 года эта партия выступила неудачно, проведя только двух депутатов в региональные парламенты. В июне 2016 года партия представила собственный партийный список (99 % участников которого являются профсоюзниками), после чего начала собирать подписи для участия в осенних выборах. Однако после проверки в ЦИК 11 тыс. из необходимых 200 тыс. были признаны недействительными из-за неправильного оформления данных на сборщиков подписей.
По особому пути пошло карельское отделение ФНПР — Союз организаций профсоюзов в Республике Карелия. 26 мая 2016 года решением президиума Союза между председателем Организации профсоюзов Карелии Ильей Косенковым (который тогда являлся руководителем республиканской организации Общероссийского народного фронта) и карельским республиканским отделением КПРФ было заключено соглашение о сотрудничестве, которое предусматривало взаимодействие между организациями при проведении выборной кампании, а также выдвижение профсоюзных депутатов по партийному списку КПРФ на назначенных на 18 сентября 2016 года выборах в Законодательное собрание Карелии. По протесту представителей Единой России выдвинутый в депутаты от КПРФ профсоюзный представитель Косенков был снят с выборов, однако Верховный Суд Карелии отменил данное решение. После этого Верховный Суд России отменил уже решение Верховного Суда Карелии, а в отношении Косенкова и профсоюзов следственные органы инициировали проверку финансово-хозяйственной деятельности которая ничем не закончилась. За несколько дней до выборов Петрозаводский городской суд по иску одного из карельских профсоюзов признал соглашение о сотрудничестве между КПРФ и профсоюзами как незаконное и потребовал от профсоюзов его отмены, что было оспорено в самих профсоюзах и названо «вмешательством во внутренние дела». После выборов в октябре 2016 года подавляющим большинством голосов президиума Союза организаций профсоюзов в Республике Карелия соглашение между профсоюзами и региональным отделением КПРФ было признано исполненным.
В избранной 18 сентября 2016 года Государственной думе оказалось 11 «профсоюзных» депутатов.
Продолжается сотрудничество ФНПР и ОНФ. На местах очень часто региональные отделения ОНФ располагаются в арендуемых у территориальных организаций Федерации независимых профсоюзов России помещениях. По состоянию на 2016 год минимум 36 региональных отделений ОНФ арендовали помещения у профсоюзных организаций, входящих в Федерацию независимых профсоюзов России. За аренду «фронтовики» вносили плату.

## Важнейшие законодательные акты, принятые при поддержке ФНПР
Представители ФНПР принимали участие в разработке не только Конституции России, но и закона, регулирующего деятельность профсоюзов. В 1994 году руководство ФНПР и профсоюзные депутаты разработали и внесли в Государственную думу проект закона о профсоюзов. Законопроект был принят Государственной думой только в 1995 году, но отклонен Президентом России Б. Н. Ельциным в июле того же года. Законопроект был доработан и вступил в силу 12 января 1996 года.
Вице-президент ФНПР Андрей Исаев заявлял, что на промышленное «лобби у нас есть свое». Однако при рассмотрении нового Трудового кодекса ФНПР встала на сторону властей и работодателей. В Государственной думе в 2001 году были вынесены на голосование три варианта нового Трудового кодекса, представленного разными профсоюзными организациями:
- «согласованный» вариант заместителя председателя ФНПР А. К. Исаева — 288 голосов;
- «вариант восьми», который представлял вице-президент «Всероссийской конфедерации труда» А. С. Иванов, а поддерживали коммунисты и аграрии — 150 голосов;
- проект О. В. Шеина, сопредседателя профсоюзного объединения «Защита» — 189 голосов.

В итоге был принят «согласованный» вариант А. К. Исаева, который вступил в силу 1 января 2002 года. При этом Исаев первоначально работал над «проектом восьми», но в дальнейшем изменил свою позицию и стал поддерживать проект Трудового кодекса, согласованный с Правительством Российской Федерации и объединением работодателей Российский союз промышленников и предпринимателей. Новый Трудовой кодекс был направлен против малых профсоюзов, не входящих в ФНПР: было установлено (статьи 29, 30, 31, 37), что представителем интересов работников является только профсоюз большинства.
Одной из функций ФНПР является правовая экспертиза нормативных актов, затрагивающих интересы работников. За 2005 год юристы ФНПР провели экспертизу более 5 тыс. законопроектов и иных нормативно-правовых актов.
Руководитель ФНПР Михаил Шмаков иногда встречается с Владимиром Путиным. Причем встречи имею последствия в виде поручений президента по разработке нормативно-правовых актов. 12 ноября 2018 года после встречи с Председателем ФНПР Михаилом Шмаковым президент России Владимир Путин поручил правительству провести анализ роста налоговой нагрузки на население. Президент России отметил, что профсоюзы обращают внимание на то, что растет фискальная и квазифискальная нагрузка на население. Поэтому необходимо провести анализ того, что происходит по отраслям и по регионам в реальной жизни.

### Роль «профсоюзных» депутатов ФНПР в законодательном ограничении массовых протестных акций (2011—2016 годы)
В 2011—2016 годах немногочисленные депутаты Государственной думы, избранные из числа активистов ФНПР, сыграли заметную роль в подавлении протестных акций и в законодательном ограничении возможности их проведения. Депутат от «Единой России» Александр Сидякин, на момент избрания в 2011 году являвшийся руководителем Департамента коллективных действий и развития профсоюзного движения ФНПР. стал инициатором резонансного законопроекта о многократном увеличении штрафов для физических и юридических лиц за нарушения законодательства при проведении массовых акций. Максимальный штраф за участие в несогласованных с властями акциях вырос с 200 до 10—20 тысяч рублей, при нанесении ущерба здоровью или имуществу — до 300 тысяч рублей. Верхний предел штрафов для должностных лиц составил 600 тысяч рублей, для юридических — миллион рублей. 31 марта 2014 года Александр Сидякин стал соавтором законопроекта о новом ужесточении наказаний за участие в несогласованных с властями митингах («дадинская» статья 212.1), поводом для пересмотра законодательства депутаты называли события на Украине. Вводилась уголовная ответственность за неоднократное нарушение законодательства о митингах и штрафы до 1 000 000 рублей (гражданам, более двух раз за 180 дней привлекавшихся к административной ответственности после задержаний на уличных акциях). Журналисты без опознавательных знаков причислялись к участникам митинга, во избежание этого они должны иметь «документ, удостоверяющий личность и полномочия журналиста», а также «иметь ясно видимый отличительный знак представителя средств массовой информации». 4 июля 2014 года закон был принят в окончательном чтении. В 2017 году Конституционный суд Российской Федерации признал статью 212.1 УК РФ частично не соответствующей Конституции России. За оба законопроекта голосовали все депутаты от «Единой России», избранные из числа активистов ФНПР.
Другой «профсоюзный» депутат Государственной думы Валерий Трапезников, избранный в 2011 году от «Единой России», заявил в 2012 году, что провел «всю жизнь на митингах» с Перестройки и выводил на улицы «огромные толпы людей», выступая в Москве против лидера «Трудовой России» Виктора Анпилова. Когда начались митинги протеста против фальсификации результатов выборов в Государственную думу 2011 года, Трапезников выступил на митинге в поддержку власти, публично назвав протестующих «клоунами» и «козлами». В дальнейшем он поддержал законопроекты 2012 и 2014 годов, ужесточившие ответственность за нарушения на уличных протестных акциях вплоть до уголовной.

## Органы управления и руководство
Органами ФНПР являются съезд, генеральный совет, исполнительный комитет, председатель Федерации и контрольно-ревизионная комиссия. В период между очередными съездами постоянно действующим руководящим органом ФНПР является выборный коллегиальный орган — Генеральный совет, который формируется паритетно профсоюзами с учётом их численности. В 2024 году образован новый орган управления — президент ФНПР.
Председателем с 1993 по 2024 год являлся Михаил Шмаков (с 2024 года — Президент Федерации независимых профсоюзов России), с 2024 года председателем является Черногаев Сергей Иванович. Заместителями председателя с 2011 года являются депутат Госдумы от «Единой России» Андрей Исаев (на общественных началах), Сергей Некрасов, Александр Шершуков, Давид Кришталь, Евгений Макаров, Нина Кузьмина (на общественных началах).
Критика со стороны отдельных профсоюзных лидеров в ФНПР подавляется руководством Федерации. Например, в марте 2007 года на заседании Генерального совета ФНПР лидер костромских профсоюзов Михаил Батин заявил о неэффективности профсоюзных менеджеров и предложил провести дискуссию о модернизации профсоюзов. После этого Исполком ФНПР принял специальное постановление, в котором осудил Батина, разославшего текст своего выступления по низовым организациям.

## Финансовая политика ФНПР и имущество организации
Финансовая деятельность ФНПР, а также сведения о принадлежащем федерации имуществе не раскрываются. Доступ к этой информации затруднён даже для руководителей входящих в федерацию профсоюзов. По разным оценкам, членские взносы составляют 2—5 % от доходной части бюджета ФНПР, подавляющую часть доходов формирует управление недвижимостью. Согласно утверждённой III съездом ФНПР (1996 год) финансовой политике, первичные профсоюзные организации должны перечислять федерации 50 % от членских взносов. Применяется на практике также трёхступенчатая схема: первичная профсоюзная организация (она объединяет работников одного предприятия или одной организации) собирает с работников взносы в размере 1 % от заработной платы. Затем часть собранного перечисляется в территориальную профсоюзную структуру ФНПР в регионе, которая в свою очередь отчисляет часть средств в Федерацию независимых профсоюзов. Коллективные договора упрощают такое перечисление.
Многие первичные профсоюзные организации не выполняют требуемую от них норму перечисления профсоюзных взносов. Причем это невыполнение существует десятилетиями. В 2001 году оказалось, что большинство «первичек» отчисляло от 6 % до 25 % суммы собранных профвзносов, а некоторые вообще ничего не платили. В 2011 году VII съезд ФНПР принял резолюцию, в которой сообщалось, что вместо ФНПР получала менее половины причитающейся ей доли профвзносов. В газете «Солидарность», которую издает ФНПР, было сказано, что зачастую применяется такая схема раздела профсоюзных взносов:
- 65—80 % первичная организация оставляет себе;
- 20—35 % перечисляется в территориальную профсоюзную организацию;
- 1—2 % получает центральная организация ФНПР.

Коллективные договора порой юридически фиксируют неполное перечисление доли взносов, причитающейся ФНПР. Например, согласно п. 7.10 коллективного договора Уральского государственного медицинского университета (2016 год) 20 %, удержанных с работников профсоюзных взносов, бухгалтерия вуза перечисляет на счет «Обкома профсоюзов», а 80 % на счет профсоюза вуза. Из этих средств «Обком профсоюзов» (организация ФНПР) перечисляет свой взнос в Федерацию независимых профсоюзов России. Конечно, обком не может перечислить 50 % взносов наверх, если получает от университета только 20 %.
По словам Михаила Шмакова, бюджет на 2016 года составлял более 200 млн рублей. У федерации две статьи доходов — членские взносы (70 %) и «прочие доходы» (за которыми скрываются главным образом поступления от коммерческой деятельности). Структура расходов имеет следующий вид: 40,5 % уходит на организационно-хозяйственную деятельность, 46,6 % — на финансирование учреждений ФНПР, 6 % — фонд солидарности (на проведение акций протеста, выплаты зарплат работникам во время простоя и единовременную помощь при несчастных случаях на производстве), 6,3 % — членские взносы в международные организации и 0,4 % — на содержание контрольно-ревизионной комиссии.
Имеет место частичное государственное финансирование профсоюзных структур. Например, в бюджете Москвы в 2014 году было запланировано выделение субсидий «на возмещение расходов по оказанию услуг по обучению представителей сторон социального партнерства вопросам социально-трудовых отношений» в следующих размерах:
- негосударственному учреждению дополнительного образования «Учебно-исследовательский центр Московской Федерации профсоюзов» — 21,2 млн руб.;
- негосударственному некоммерческому учреждению дополнительного образования «Центральные профсоюзные курсы Московской Федерации профсоюзов» — 11,3 млн руб.

Структура собственности профсоюзной недвижимости крайне запутана и непрозрачна. Сама, не занимаясь коммерческой деятельностью, ФНПР для управления учредила десятки компаний, многие из которых — закрытые структуры. Точное количество объектов недвижимости и участков, безвозмездно перешедших в собственность ФНПР в 1990-х годах, содержащихся в приложениях к соглашению 1992 года, не публиковалось. По оценке директора «Профцентра» Юрия Миловидова, федерации перешли 2582 объекта: (678 санаториев, 131 гостиница, 568 стадионов и более 500 пионерских лагерей), по данным главного профсоюзного туристического агентства «Профкурорт» в распоряжении профсоюзов точно есть 374 здравницы (санатории, пансионаты, дома отдыха и детские лагеря) в 65 регионах — от Дальнего Востока до Калининграда.
На санатории профсоюзов приходится более четверти так называемой коечной емкости всех курортов Кавказские Минеральные Воды, ежегодно они могут принять 160 тыс. человек. Для управления всеми объектами там, федерация в 2005 году учредила ООО «Курортное управление (холдинг)», куда входят 22 санатория и профилактория, включая бальнео- и грязелечебницы, бюветы, три объединения котельных, детский сад, библиотеку, ремонтно-строительное предприятие и автобазу. Доля федерации в холдинге — 85 %, остальное принадлежит объединению профсоюзов Ставропольского края, которое также входит в ФНПР. Совокупная выручка холдинга за 2015 год составила 5,4 млрд руб., чистая прибыль — 294 млн руб.
ФНПР владеет рядом гостиниц и санаториев в Сочи (по подсчетам РБК — 26 зданий и семь земельных участков). При подготовке к зимней олимпиаде 2014 года были реконструированы три гостиницы к зимней Олимпиаде за счёт кредита Внешэкономбанка в 2 млрд рублей, кроме этого пришлось потратить ещё 700 млн.
В Москве профсоюзы владеют гостиничный комплекс «Измайлово», выручка которого в 2014 году была более 3,25 млрд руб., а чистая прибыль — более 240 млн. Полностью в собственности у МФП (члена ФНПР) находится ТГК «Альфа», которая управляет ещё одной гостиницей «Измайлово», не входящей в одноименное ОАО. Выручка «Альфы» за 2014 год — более 770 млн руб., чистая прибыль — более 33 млн. Непосредственно ФНПР в Москве принадлежат: Дворец профсоюзов и Дом Союзов, Здание ВЦСПС на Ленинском проспекте, где располагается центральный аппарат организации, находящаяся неподалёку гостиница «Спутник», велотрек «Крылатское», автобаза в районе станции метро «Калужская», здание Академии труда и социальных отношений на западе Москвы, ателье и поликлиника.
В феврале 2016 года вхожящая в ФНПР Татарская федерация профсоюзов за 1,4 млрд рублей приобрела крымский санаторий Форос. Структура выступила оператором для покупки за счёт средств региональных компаний (КамАЗ, Татнефть, нефтехимические производства). По версии РБК это сделано для избежание включения в санкционный список ЕС и США по требованию прежнего владельца — украинского предпринимателя Игоря Коломойского.
До начала 2000-х годов профсоюзы управляли средствами Фонда социального страхования, оплачивавшего детские путевки в пионерские лагеря, а рабочим и пенсионерам — в санатории. Потом ФСС перешел в ведение государства, но санатории остались за ФНПР. Согласно госзакупкам с 2010 по 2016 год подконтрольные организации «Курортный холдинг», «Крайсовпрофа», МФП, Ленинградская федерация профсоюзов реализовали госконтрактов на 4,8 млрд руб, 4 млрд руб., 617 млн руб., 242 млн руб. сама ФНПР — на 32 млн.
За постсоветский период Федерация и ее структуры утратили значительную часть собственности. Газета «Совершенно секретно» утверждала, что профсоюзная недвижимость в 2019 году стоила не менее 100 млрд рублей (к тому моменту от советской профсоюзной недвижимости у профсоюзов осталось около 30 %).

## Образовательная деятельность
ФНПР унаследовала Высшую школу профсоюзного движения ВЦСПС им. Н. М. Шверника с филиальной сетью, которая в 1990 году была переименована в Академию труда и социальных отношений. По состоянию на 2017 год академия является высшим учебным заведением с 13 филиалами, который осуществляет подготовку специалистов по программам высшего образования преимущественно на заочной и платной основе. Также в Академии имеется аспирантура. В основном обучение в Академии ведется по программам, далеким от профсоюзной деятельности. Например, к 2010 году в Оренбургском филиале Академии лишь 5 % дипломных проектов студентов имели профсоюзную направленность. Академия полностью подчинена руководству ФНПР. В 2009 году был снят решением руководства ФНПР ее ректор Алексей Шулус, после чего по словам профессора этого вуза Ю. Волкова был «разогнан» весь ректорат (пост сохранил только сын заместителя Михаила Шмакова). Численность филиалов Академии постепенно сокращается: в 2016 году был ликвидирован филиал в Екатеринбурге, в 2017 году ФНПР закрыла филиал Академии в Волгограде (при этом со студентов успели собрать плату за обучение уже после издания приказа о ликвидации филиала).
Вторым высшим учебным заведением ФНПР является Санкт-Петербургский гуманитарный университет профсоюзов (в советский период это была Высшая профсоюзная школа культуры). В отличие от академии в университете с 1991 года пост ректора бессменно занимает один человек — Александр Запесоцкий, который является старейшим (по сроку пребывания в должности) действующим ректором российского вуза. Как и Академия труда и социальных отношений этот университет с 2012 года находится на частичном государственном финансировании.
Еще одним наследством ВЦСПС была сеть учебно-методических центров профсоюзов, которые в советские годы были созданы в региональных центрах и входили в состав областных (краевых, республиканских) комитетов профсоюзов. В них проходили обучение председатели профсоюзных комитетов. Обучение было массовым. Например, в Свердловске в год в учебно-методическом центре профсоюзов в год учились до 10 тыс. человек, в Кемерово — 18 тыс. человек. В 1990-е годы численность слушателей этих центров значительно сократилась, а подготовка слушателей стала платной. По данным на начало 2000-х годов в профсоюзном центре Екатеринбурга в год обучались менее 1 тыс. человек, в Кемеровском центре — около 4 тыс. человек. Некоторые профсоюзные учебно-методические центры (например, в Ульяновске) в 1990-е годы просто закрылись. Кроме того, в 1990-е годы значительную часть слушателей учебно-методических центров профсоюзов стали составлять лица, обучающиеся по специальностям, никак не связанным с профсоюзной работой. Например, в профсоюзном учебно-методическом центре Екатеринбурга за первое семестр 1999/2000 учебного года лишь 13 % обучающихся учились по профсоюзным специальностям.

## Кампании
ФНПР фактически не организует акций протеста и тем более забастовок. По словам исследователя И. М. Козиной, входящие в Федерацию профсоюзные организации всегда воздерживались от радикальных форм выражения протеста и в ситуации забастовки чаще выступают даже более ярыми оппонентами бастующим, чем сами работодатели. По состоянию на 2002 год у ФНПР не было забастовочного фонда подобного тем, из которых в других странах профсоюзы выплачивают пособие бастующим работникам, компенсируя им утраченный заработок.
Впрочем, некоторые входящие в состав Федерации профсоюзы, иногда оказывают поддержку независимым профсоюзам, но делают это вопреки воле руководства ФНПР. Например, в конце 2007 года Горно-металлургический профсоюз России и профсоюз морского транспорта оказали в обход руководства ФНПР финансовую помощь бастующему профсоюзу завода «Форда» во Всеволожске. Значительное место в деятельности ФНПР занимают акции в поддержку партии «Единая Россия» и курса В. Путина. Например, во время акций протеста «белоленточников» в 2012 году ФНПР организовала митинг в поддержку курса президента и партии «Единая Россия» на Поклонной горе в Москве.
Первомайские демонстрации — наиболее частые и массовые уличные акции, проводимые структурами ФНПР — представляют собой шествия поддержки «Единой России». На этих первомайский демонстрациям колонны ФНПР идут вместе с колоннами этой партии, а профсоюзные лидеры выступают со сцены после руководителей «Единой России». Впрочем секретарь ФНПР Александр Шершуков объяснил в 2015 году, что не профсоюз идет вместе с «Единой Россией», а наоборот — эта партия идет 1 мая вместе с профсоюзом. Большинство членов профсоюзов, входящих в ФНПР, в середине 2010-х годов не приходило на эти первомайские демонстрации. Например, 1 мая 2015 года по всей России в профсоюзных акциях по словам председателя ФНПР Михаила Шмакова, приняли участие около 2,5 млн человек, что составило около 10 % всей численности Федерации независимых профсоюзов России. Впрочем посещаемость протестных акций ФНПР (обычно с очень умеренными требованиями к властям) даже в 2000-е годы была еще ниже. Например, в 2007 году на акцию «За достойную пенсию» в Москве пришли около 500 человек, в Санкт-Петербурге 300—400 человек.
В России с 2006 года практически нет массовых забастовок — формы давления на власти, распространенной в ЕС. В 1990—1999 годах в России в забастовках ежегодно участвовало от 120,2 тыс. человек до 887,3 тыс. чел.. Затем забастовочное движение сократилось: в 2000 году бастовали 30,9 тыс. чел, в 2001 году — 13,0 тыс. чел., в 2002 году — 3,9 тыс. чел., в 2003 году — 5,7 тыс. чел. 2004—2005 годы были временем резкого подъема забастовочного движения. В 2004 году бастовали 195,5 тыс. чел, в 2005 году — 84,6 тыс. чел. С 2006 года массовое забастовочное движение в России практически отсутствует и не было заметным даже в кризис 2008—2010 годов. В 2006—2014 годах в России бастовали от 10 чел. в год до 2,9 тыс. человек в год.

## Международные связи
Является членом Всеобщей конфедерации профсоюзов — организации, объединяющей оставшиеся с советских времен «официальные» профсоюзы 8 из 15 бывших республик СССР — России, Беларуси, Молдовы, Грузии, Армении, Азербайджана, Кыргызстана и Таджикистана. Профсоюзные объединения Украины приостановили членство во Всеобщей конфедерации, а Федерация профсоюзов Республики Казахстан в апреле 2018 года вышла из нее. Президентом Всеобщей конфедерации профсоюзов является Михаил Шмаков.
Активно сотрудничает с Международной организацией труда. Председатель ФНПР является членом её административного совета. Поддерживает отношения с профцентрами более 100 стран, является членом Международной конфедерации профсоюзов, входит в состав Всеевропейского регионального совета Международной конфедерации профсоюзов, президентом совета избран председатель ФНПР Михаил Шмаков.

## Критика
Критикуется за монополизацию российского профсоюзного движения, ярко выраженную провластную ориентацию и имитацию борьбы за права трудящихся. Отмечалось также, что ФНПР утратила влияние на рабочее и забастовочное движение и за всё время своего существования не организовала ни одной акции по защите прав трудящихся. При этом ФНПР одобрила вызвавший массовые протесты населения закон о монетизации льгот. За время деятельности ФНПР члены профсоюзов лишились значительной части предоставлявшихся ранее льгот, в том числе бесплатных «профсоюзных путёвок» в санатории.

## Средства массовой информации ФНПР
От ВЦСПС Федерация независимых профсоюзов России унаследовала печатные СМИ, выходившие большими тиражами. Например, тираж журнала ВЦСПС «Советские профсоюзы» в советский период составлял 730 тыс. экз. Однако к концу 2000-х годов большинство профсоюзных изданий перестали быть таковыми. Уже в 1991 году от профсоюзов отошла газета «Труд» (центральный печатный орган ВЦСПС). Постепенно прекратили связи с профсоюзами отраслевые издания — «Лесная промышленность», «Воздушный транспорт», «Сельская новь», «Медицинская газета», «Строитель» и другие. Те же издания, которые остались у профсоюзов, выходят незначительными тиражами. Например, журнал ФНПР «Профсоюзы» (преемник издания «Советские профсоюзы») по состоянию на 2013 год имел тираж всего 3 тыс. экз. На рубеже 2000—2010-х годов у Федерации независимых профсоюзов были следующие периодические издания:
- газета «Солидарность» — около 30 тыс. экз.;
- «Профсоюзы и экономика» — около 1,8 тыс. экз.;
- «Вести ФНПР» — около 2 тыс. экз.

«Солидарность» основана в 1990 году в качестве печатного органа Московской федерации профсоюзов. Особой популярностью у профсоюзных первичек «Солидарность» никогда не пользовалась. Например, в 1999 году из более чем 9 тыс. первичек Свердловской области «Солидарность» выписывали около 100 первичек. По состоянию на 2013 год это издание выходило еженедельно на 24 полосах, распространялось по подписке и имела электронную версию на специальном сайте. Причем эти показатели имеют тенденции к снижению. В декабре 2016 года «Солидарность» выходила также 4 раза в месяц в цветном исполнении, но ее объем составлял только 16 полос, а разовый тираж 25400 экз. (например, № 47 (1070)). «Вести ФНПР» выходили (по состоянию на 2013 год) 1 раз в месяц..
Кроме того, свои периодические издания имеют членские региональных организации ФНПР. На 1 января 2010 года у ФНПР были 129 печатных профсоюзных изданий (в том числе 73 газеты) и 32 газетных приложения во внешних СМИ. Незначительные тиражи профсоюзных СМИ явно не предусмотрены для оповещения большинства членов Федерации. Поэтому сами профсоюзные печатные СМИ ориентированы скорее на небольшую группу освобожденных профсоюзных работников.
Собственных телеканалов и радиостанций у ФНПР нет. Однако по состоянию на 1 января 2010 года на ВГТРК выходили (на региональном уровне) 40 профсоюзных теле- и радиопрограмм.
С 2000—2001 годов работает официальный сайт Федерации. У членских организаций ФНПР на 1 января 2010 года было 93 сайта.

## Доверие к ФНПР со стороны работников
Социологические исследования, проведенные ВЦИОМ в период с 1994 по 2009 годы, показали, что подавляющее большинство работников (как входящих, так и не входящих в профсоюз) оценивают влияние профсоюза на положение трудящихся как незначительное или вовсе отсутствующее. По данным ВЦИОМ на 02 ноября 2017 года 36,6 % россиян одобряют деятельность российских профсоюзов.
В 2008 году российские исследователи А. К. Лебедев и Н. С. Юханов выделили следующие причины падения доверия к ФНПР со стороны работников:
- действия ФНПР в интересах работодателей. При этом ФНПР не пытается менять и расширять привычные формы и методы «борьбы». В итоге большинство профсоюзов занято (по состоянию на 2008 год) чисто административными функциями, никак не связанными с защитой работников — борьбой с пьянством, с хищениями, организацией праздников, соревнований на производстве;
- «старые» по возрасту руководящие кадры ФНПР;
- «автоматическое членство» значительной части членов ФНПР в профсоюзе. Многие члены профсоюзных организаций ФНПР даже не знают, что состоят в профсоюзе;
- махинации с собственностью ФНПР (доставшейся от ВЦСПС) со стороны профсоюзных лидеров. Если в 1991 году ФНПР получила от ВЦСПС около 1500 гостиниц, пансионатов и домов отдых, то к 2008 году на балансе Федерации осталось 500—600 объектов. А точный список имущества ФНПР неизвестен;
- зависимость ФНПР от «Единой России» и поддержка Федерацией кампаний «Единой России».

## Коррупция в руководстве ФНПР и ее региональных отделениях
Центральное руководство Федерации независимых профсоюзов и входящих в неё региональных отделений оказалось вовлечено в коррупционные схемы, связанные с продажей перешедшего ФНПР огромного имущества ВЦСПС. Это имущество в 1990—2000-е годы постепенно распродавалось профсоюзным руководством, которое не публиковало никаких отчётов о результатах сделок. К 2013 году у ФНПР сохранилось в собственности не более 30 % унаследованного от ВЦСПС имущества. Однако провести аудит имущества Федерации невозможно, так как Михаил Шмаков занимает в руководстве ФНПР сразу три поста: председатель Федерации, глава исполкома и глава Генерального совета. Эта непрозрачность вызывала протесты. 12 марта 2010 года Совет входящего в ФНПР Российского профсоюза работников судостроения принял постановление «О коррупции в ФНПР», в котором указывал следующее:
- исполком ФНПР регулярно принимал решения об отчуждении (продаже или передаче на безвозмездной основе) профсоюзной недвижимости. При этом членам профсоюзов не сообщались сведения о цене, по которой реализовались объекты и как расходовались вырученные от их продажи средства. Сведения о том, на какие цели тратились эти средства не сообщались также организациям, входящим в ФНПР;
- сметы доходов и расходов ФНПР, которые ежегодно обсуждались на заседаниях Генерального совета и Исполкома ФНПР не содержали сведений о доходах и расходах Федерации в рублях (только в процентных долях).

В ответ на это постановление Владимир Макавчик, председатель Российского профсоюза работников судостроения, был исключён из Постоянной комиссии Генерального совета ФНПР по финансовой политике и бюджету ФНПР. При этом информация о доходах и расходах Федерации, в том числе о том, на какие цели тратятся средства, вырученные от продажи и аренды профсоюзной недвижимости, осталась закрытой.
Родственники руководства Федерации обогащались на оказании услуг для этой организации. Например, фирма сына Михаила Шмакова Виктора шесть лет получала подряды от Федерации независимых профсоюзов России на проведение «кремлёвских ёлок» (они финансировались за счёт бюджета Москвы).
Отчуждение профсоюзной собственности, финансовая закрытость и присвоение профсоюзных средств характерны не только для центрального руководства ФНПР, но и для лидеров многих её региональных Федераций, входящих в Генеральный совет ФНПР. Например, проверка МВД и ФСБ показала, что из 58 объектов недвижимости, переданных в 1992 году из имущества ВЦСПС Федерации профсоюзов Ростовской области, к октябрю 2009 года в собственности Федерации профсоюзов Ростовской области остались только 18 объектов, а остальные были проданы.
В некоторых случая в отношении руководителей региональных федераций профсоюзов возбуждают уголовные дела за махинации с профсоюзной собственностью. В 2014 году был осуждён на 9 лет лишения свободы председатель Волгоградского областного совета профсоюзов В. Кобозев, который за период своего руководства профсоюзами региона (с 2003 по 2009 годы) нанёс ущерб профсоюзному имуществу Волгоградской области на сумму в 180 млн руб. Выяснилось, что недвижимое имущество, принадлежавшее профсоюзам, передавалось в качестве взносов в частные фирмы, после чего областная профсоюзная структура выходила из числа учредителей данных фирм, оставляя им свою собственность. При этом учредителями этих коммерческих структур были родственники и близкие люди Кобозева (например, его зять). В октябре 2016 года был осуждён на 8 лет лишения свободы бывший председатель Федерации профсоюзов Архангельской области Александр Савкин, который на этом посту похитил более 2,5 млн руб. благотворительной помощи, собранной профсоюзами для детских лагерей, вымогал деньги с фирмы-арендатора профсоюзных помещений, угрожая ей выселением, а также заставил председателя регионального отделения спортивного общества профсоюзов оплачивать аренду помещений во Дворце спорта профсоюзов Архангельской области. В 2016 году был осуждён бывший председатель Хабаровского краевого объединения профсоюзов В. Корякин был осуждён за мошенничество при распродаже профсоюзных объектов недвижимости. В результате действий Корякина и его сообщников профсоюзные организации, расположенные на территории Еврейской автономной области и Хабаровского края в 2007—2010 годах понесли ущерб на сумму более чем 100 млн руб. Кобозев, Савкин (до октября 2016 года) и Корякин входили в состав Генерального совета ФНПР.

## Награды и премии ФНПР

### Медаль ФНПР «100 лет профсоюзам России»
Медаль ФНПР «100 лет профсоюзам России» учреждена Постановлением Федерации независимых профсоюзов России от 24 ноября 2004 года № 7-8 в ознаменование 100-летия профсоюзного движения в России. Медаль имеет форму круга золотистого цвета диаметром 32 мм, с выпуклым бортиком с обеих сторон. На лицевой стороне помещена эмблема ФНПР, даты 1905—2005, надпись по кругу «Единство. Солидарность. Справедливость». На обороте медали помещена надпись: «100 лет Профсоюзам России», внизу скрепленные дубовые (в Положении о медали — «лавровые») ветви и надпись ФНПР. Все изображения и надписи выпуклые. Медаль крепится посредством ушка и колечка к пятиугольной колодке, обтянутой муаровой лентой синего цвета. В центре ленты нанесены три полоски красного цвета 3,2 и 3 мм. Промежуток между ними по 1 мм. Ширина ленты 24 мм.

Медаль ФНПР «100 лет профсоюзам России»
Лицевая сторона медали
Оборотная сторона медали
Удостоверение к медали

### Нагрудный знак ФНПР «За заслуги перед профдвижением России»
Генеральный совет Федерации независимых профсоюзов России Постановлением от 28 октября 2003 года № 5-3 поддержал Постановление Исполкома ФНПР от 11 февраля 2003 года № 1-32 «О нагрудных знаках ФНПР» и учредил Нагрудный знак ФНПР «За заслуги перед профдвижением России». Нагрудным знаком ФНПР «За заслуги» награждаются профсоюзные работники и активисты, проработавшие в профсоюзах, как правило, не менее 15 лет, имеющие нагрудный знак ФНПР «За активную работу в профсоюзах».
Нагрудный знак ФНПР «За заслуги» изготовлен из металла белого цвета, имеет форму круга диаметром 27 мм. На лицевой стороне нагрудного знака ФНПР «За заслуги» по кругу слева направо рельефно размещены слова «ЕДИНСТВО СОЛИДАРНОСТЬ СПРАВЕДЛИВОСТЬ», внизу рельефно — «ФНПР», а в центре — рельефное изображение рукопожатия. Лицевая сторона окаймлена бортиком. На оборотной стороне нагрудного знака ФНПР «За заслуги» в центре по горизонтали — рельефная надпись: «ЗА ЗАСЛУГИ ПЕРЕД ПРОФДВИЖЕНИЕМ РОССИИ», а внизу под надписью рельефное изображение лавровых ветвей. Нагрудный знак ФНПР «За заслуги» при помощи ушка и кольца соединяется с колодкой прямоугольной формы 27 мм х 10 мм со скругленными углами, на которой изображены три эмалевые полосы, символизирующие трёхцветный флаг Российской Федерации. На оборотной стороне колодки крепится булавка.

### Нагрудный знак ФНПР «За активную работу в профсоюзах»
Генеральный совет Федерации независимых профсоюзов России Постановлением от 30 мая 1996 года № 3-32 учредил Нагрудный знак ФНПР «За активную работу в профсоюзах».

### Нагрудный знак ФНПР «За содружество»
Генеральный Совет Федерации независимых профсоюзов России Постановлением от 28 октября 2003 года № 5-3 поддержал Постановление Исполкома ФНПР от 11 февраля 2003 года № 1-32 «О нагрудных знаках ФНПР» и учредил Нагрудный знак ФНПР «За содружество».
Нагрудный знак ФНПР «За содружество» изготовлен из металла жёлтого цвета, имеет форму равностороннего пятиугольника с закругленными сторонами с наружным размером по осям 24×24 мм и с внутренним размером по осям 21×21 мм с выпуклым бортиком с обеих сторон. На лицевой стороне — рельефное изображение рукопожатия. На оборотной стороне в центре — рельефная надпись: «За содружество». Внизу под надписью рельефное изображение лавровых ветвей. Нагрудный знак при помощи ушка и кольца соединяется с пятиугольной колодкой с наружным размером 27×16 мм. Внутренний прямоугольник размером 21×14 мм делится по диагонали на два равносторонних треугольника. Верхний левый треугольник заливается рубиновой эмалью, а нижний правый треугольник заливается голубой эмалью. Внизу прямоугольника — рельефная надпись «ФНПР». На оборотной стороне колодки крепится булавка.

### Почётная грамота ФНПР
Награждение Почетной грамотой ФНПР регулировалось постановлением Исполнительного комитета Генерального Совета ФНПР от 30 ноября 1993 г. № 1-13 «О Почетной грамоте Федерации Независимых Профсоюзов России». Изменения и дополнения внесены постановлением Исполкома ФНПР от 09.04.2008 № 2-7. Почетной грамотой ФНПР, как правило, награждаются лица, проработавшие в профсоюзных органах не менее 10 лет и награждённые ранее почетными грамотами профорганов общероссийских (межрегиональных) профсоюзов и территориальных объединений организаций профсоюзов.

### Почётный диплом ФНПР
Почётный диплом ФНПР учреждён постановлением Генерального Совета ФНПР от 19 сентября 2000 г. № 11-7 «О Почетном дипломе Федерации Независимых Профсоюзов России».

### Премия имени В. М. Яковлева
Премия имени В. М. Яковлева утверждена на IV внеочередном съезде профсоюза в память о первом председателе Профсоюза работников народного образования и науки РФ, видном деятеле российского и международного профсоюзного движения Владимире Михайловиче Яковлеве.
Премия профсоюза присуждается ежегодно за значительные достижения в профессиональной и общественной деятельности, направленной на защиту социально-экономических прав и профессиональных интересов работников образования и науки РФ, способствующей повышению престижа педагогического труда, укреплению авторитета и влияния профсоюза.
Лауреатам премии профсоюза вручается диплом, нагрудный знак (медаль) и денежная премия.